# Anhangabaú
L'Anhangabaú est une rivière du centre-ville de São Paulo (Brésil). Affluent du Tamanduateí, il a été entièrement canalisé et recouvert.

## Étymologie
Le nom de la rivière a pour origine un mot tupi, dont le sens se rapproche de «maléfice», «action diabolique», «fétiche»... Cette désignation pourrait s'expliquer par le fait que l'eau de l'Anhangabaú, saumâtre, est vecteur de maladies.

## Géographie
L'Anhangabaú est formé par la confluence de trois ruisseaux, le Ruisseau du Saracura (qui s'écoule sous l'avenue 9 de Julho), le Ruisseau de l'Itororó (sous l'avenida 23 de Maio) et le Ruisseau Bexiga. Ces trois cours d'eau convergent sous l'actuelle praça da Bandeira. L'Anhangabaú s'écoule ensuite dans le Vale do Anhangabaú, qui sépare les deux plus anciens quartiers de la ville, Sé et República. À la sortie de cette modeste vallée, au niveau du Marché municipal, la rivière rejoint le Tamanduateí.

## Histoire
Jusqu'au XIXe siècle, l'Anhangabaú constituait une des limites de la ville. Un premier pont a été construit sur la rivière en 1790, ce qui a permis d'accéder plus facilement à la berge opposée. En 1892, la construction du viaduto do Chá a définitivement supprimé la difficulté. La rivière a été canalisée à 1906 et ses affluents ont été canalisés dans les années 1930.